# Dallas (Fernsehserie, 2012)
Dallas ist eine US-amerikanische Drama-Serie und eine Fortsetzung zur gleichnamigen Fernsehserie, die in den 1980er-Jahren mit großem Erfolg beim Sender CBS lief. Neben vielen neuen Darstellern wurden auch einige aus der alten Serie übernommen. Die Ausstrahlung in den USA erfolgte vom 13. Juni 2012 bis zum 22. September 2014 beim Kabelsender TNT.

## Handlung

### Staffel 1
Die Serie dreht sich um die Ewing-Söhne John Ross, Sohn von J.R. und Sue Ellen, und Christopher, Adoptivsohn von Bobby und Pam, die sich mit Geld, Macht und Intrigen im texanischen Ölgeschäft auseinandersetzen müssen.
Christopher würde gerne auf alternative Energien umsteigen, während John Ross weiterhin auf das „schwarze Gold“ setzt. Aber nicht nur geschäftlich konkurrieren die beiden, sondern auch um das Herz der schönen Elena Ramos, die Tochter der Hausangestellten Carmen. Elena ist nun mit John Ross zusammen, nachdem Christopher sie verlassen hat, um nach Asien zu gehen. Er kehrt mit seiner Verlobten Rebecca Sutter nach Southfork zurück und heiratet sie. Mit der Zeit merkt Christopher, dass etwas mit Rebecca nicht stimmt. Er ahnt jedoch nicht, dass Rebecca und ihr Liebhaber Tommy, den sie allen als ihren Bruder vorstellte, ursprünglich geplant hatten, Bobbys Sohn zu erpressen. Während ihrer Beziehung mit Christopher verliebt sich Rebecca allerdings tatsächlich in ihn.
John Ross hat zusammen mit Elena auf Southfork ein gewaltiges Ölvorkommen entdeckt. Dennoch verbietet Bobby, der Eigentümer der Ranch ist, seinem Neffen die Bohrungen. Grund dafür ist sein Versprechen an seine 2001 verstorbene Mutter Miss Ellie, niemals Ölbohrungen auf der Familienranch zuzulassen. Aus diesem Grund wendet sich John Ross an seinen Vater J.R., der unter Depressionen leidet und mittlerweile in einem Pflegeheim sein Dasein fristet. Als J.R. von dem Ölvorkommen hört, blüht er wieder auf und plant mit seinem Sohn das Familienanwesen Bobby zu entreißen. Als Geldgeber lassen sich J.R. und John Ross mit dem zwielichtigen Venezolaner Vicente Cano ein, dem sie 14 % des Ölgewinns auf Southfork versprechen und ihm die Ranch als Sicherheit bieten. 
Schließlich wird die Betrügerin Veronica Martinez ermordet, mit deren Hilfe J.R. Southfork von Bobby stehlen konnte. John Ross gerät unter Mordverdacht, wird verhaftet und landet im Gefängnis. Dort wird er brutal von Vicente Canos Männern zusammengeschlagen. Christopher kann ihm helfen und Cano wird wegen Mordes an Veronica verhaftet.
Tommy merkt schließlich mehr und mehr, dass Rebecca ihren Plan, Christopher zu hintergehen, nicht länger mitträgt. Als er sie mit dieser Tatsache konfrontiert, kommt es zwischen den beiden zu Streit und Handgreiflichkeiten, wobei Tommy von seiner Ex-Komplizin erschossen wird. Im Staffelfinale stellt sich heraus, dass Rebecca in Wahrheit die Tochter von J.R.s Erzfeind Cliff Barnes ist.

### Staffel 2
Christopher und John Ross können sich nicht einigen, was für die Zukunft von Ewing Energies am besten ist. Christopher erfährt, dass Rebeccas vollständiger Name Pamela Rebecca Barnes lautet und sie somit Cliffs Tochter ist. Nun beabsichtigt er umso mehr als Sieger aus der Verhandlung um seine Ehe hervorzugehen und erklärt ihr, dass er alles tun wird, um sie ins Gefängnis zu bringen. John Ross hat weiterhin vor Christopher und Elena zu schaden, weil sich Elena für Christopher und nicht für ihn entschied. Er unterstützt Pamela im Kampf um das Sorgerecht der ungeborenen Kinder. Dafür benutzt er Christophers Geheimwaffe, die richtige Rebecca Sutter, die vor Gericht für Pamela aussagen soll. Nachdem Tommys Leiche gefunden wurde und Frank Ashkani als Mörder überführt wird, treffen Pamela und Christopher eine gerichtliche Einigung. Sie erhält Anteile an Ewing Energies, im Gegenzug teilen sich beide das Sorgerecht und die Ehe wird annulliert. Mithilfe von Sue Ellen erhält John Ross in der Zwischenzeit ebenfalls Anteile an Ewing Energies und zwar die von Elena.
Ann erfährt, dass ihre vor 20 Jahren verschwundene Tochter Emma lebt. Sie wird mit der Information über ihren Aufenthaltsort von Harris erpresst. Ann gibt ihm daraufhin das Tonband, auf dem er zugibt, dass er Geld gewaschen hatte. Ann trifft ihre Tochter Emma, diese möchte allerdings nichts von ihr wissen, woraufhin Ann weinend zusammenbricht. Später erfährt man, dass Emma von ihrer Großmutter, Judith Brown Ryland, und ihrem Vater entführt wurde. Emma heißt nun Brown mit Nachnamen und lebte mit ihrer Großmutter in London, bis sie nach Dallas zurückkehrten.
Nachdem ein weiterer Annäherungsversuch von Ann zu ihrer Tochter scheitert und sie erfährt, dass Harris und Judith Emma damals entführten, schießt Ann Harris aus Verzweiflung an. Letztlich gesteht Ann, dass sie auf Harris schoss. Es kommt zu einem Gerichtsprozess, bei dem Ann wegen versuchten Mordes für schuldig erklärt und zu einer Bewährungsstrafe verurteilt wird. Zur gleichen Zeit wird Vicente Cano aus dem Gefängnis entlassen, der sich an den Ewings rächen will. Es kommt zu einem Showdown, bei dem Vicente Cano letztlich von Drew, Elenas zurückgekehrtem Bruder, erschossen wird.
J.R. berichtet seiner Familie, sich in Abu Dhabi zu befinden, um seinem Bruder Bobby gegen Harris Ryland zu helfen. J.R. wird jedoch in Mexiko erschossen aufgefunden. Es bleibt zunächst unklar, wer ihn umbrachte. J.R. hinterlässt Bobby, Christopher und John Ross allerdings einen Masterplan, der Harris und Cliff in die Schranken weisen soll.
Kurze Zeit später passiert ein weiteres Unglück. Die Ewings besichtigen gerade die Bohrplattform auf der zukünftig Methan gefördert werden soll, als plötzlich ein Sprengsatz gezündet wird, den Drew gebaut hatte. Im Krankenhaus besteht besonders für Pamela große Gefahr aufgrund ihrer Schwangerschaft. Zunächst wird für den Zustand der Babys Entwarnung gegeben, doch schließlich verliert Pamela beide Kinder.
Wie J.R. es voraussah, taten sich Harris und Cliff zusammen, um die Ewings gemeinsam zu zerstören.
Wegen der Explosion, die Cliff und Harris in Auftrag gaben, müssen die Ewings ein Bußgeld von 1 Mrd. Dollar zahlen. Gleichzeitig sorgen Cliff und Harris dafür, indem sie den Gouverneur auf ihre Seite ziehen, dass die Ewings kein Öl mehr fördern können. Die Ewings können so weder den Kredit, noch die Geldbuße bezahlen. Christopher versucht daher seine Mutter Pamela Barnes Ewing für tot erklären zu lassen, um einen Drittel von Barnes Global, dem Unternehmen von Cliff, zu erhalten.
Drew plagt in der Zwischenzeit ein schlechtes Gewissen, weil er die Bombe auf der Bohrplattform baute und anbrachte. Jedoch wusste er nicht wofür und wogegen sie verwendet werden sollte sowie dass sich dort Menschen befinden würden. Außerdem sorgt Harris dafür, dass Emma, die mittlerweile auf der Ranch bei ihrer Mutter lebt, die Beziehung der beiden beendet. Emma ist außerdem abhängig von Benzodiazepinen. Ihrer Mutter spielt sie jedoch vor, dass sie diese nicht mehr brauche und darüber hinweg sei.
Pamela, die sich immer noch von dem Tod der Babys erholt, weiß nichts von den Plänen ihres Vaters und auch nicht, dass ihr Vater für die Explosion und somit für den Tod ihrer Kinder verantwortlich ist. John Ross besucht sie mehrmals und schließlich unterrichtet er sie davon, wer wirklich hinter der Explosion steckt. Zunächst glaubt sie John Ross nicht und wirft ihn raus.
Schließlich kauft Cliff Ewing Energies und macht seiner Tochter gegenüber Andeutungen. Pamela begreift, dass John Ross die Wahrheit sagte und flüchtet zu ihm. Pamela schwört ihrem Vater Rache und versucht mit John Ross, mit welchem sie mittlerweile ein Verhältnis hat, Beweise gegen ihren Vater zu finden.
Cliff wird für den Mord an J.R. verantwortlich gemacht, nachdem die Ewings die Beweise entsprechend platziert haben. Durch einen letzten Brief an Bobby klärt sich auch, wer J.R. tatsächlich ermordete: J.R.s Privatdetektiv und bester Freund, Bum, erschoss J.R., da dieser an Krebs erkrankt war und nur noch wenige Tage zu leben hatte. Bum sollte die Waffe von Cliff stehlen, ihn mit dieser Waffe töten und somit Cliff den Mord anhängen. Harris wird wegen Drogenhandels verhaftet, Emma hatte die Beweise dafür beschafft und somit auch Harris zur Strecke gebracht.
Außerdem hat Christopher erfahren, dass seine Mutter schon vor über 20 Jahren an Bauchspeicheldrüsenkrebs verstarb und Cliff dies vertuschte. Nachdem Christopher die Wahrheit erfuhr, erhält er schließlich einen Drittel der Anteile an Barnes Global, so wie es im Testament seiner Mutter festgesetzt wurde. Ein weiteres Drittel besitzt John Ross, da er Pamela heiratet, welche die Anteile ihrer Tante Katherine durch Cliff überschrieben bekam. Somit sind die Ewings die Mehrheitseigner an Barnes Global und erlangen auch Ewing Energies zurück. J.R.s Masterplan ging auf.

## Familienstammbäume

### Ewing-Familie
|               |               |               |               |               |               |                   |                   |                   |                   |                   |                   |                 |                 |            |            |                     |                     |                     |                     |                     |                     |                  |                  |                  |                  | Ellie Southworth | Ellie Southworth | Ellie Southworth | Ellie Southworth | Ellie Southworth | Ellie Southworth |                |                | Jock Ewing      | Jock Ewing      | Jock Ewing      | Jock Ewing      | Jock Ewing      | Jock Ewing      |            |            | Margaret Hunter Krebbs | Margaret Hunter Krebbs | Margaret Hunter Krebbs | Margaret Hunter Krebbs | Margaret Hunter Krebbs | Margaret Hunter Krebbs |                               |                               |                               |                               |                               |                               |             |             |                            |                            |                            |                            |                            |                            |               |               |               |               |                 |                 |                 |                 |                 |                 |                |                |                |                |  |  |            |            |            |            |            |            |  |  |                 |                 |                 |                 |                 |                 |  |  |             |             |             |             |             |             |
|               |               |               |               |               |               |                   |                   |                   |                   |                   |                   |                 |                 |            |            |                     |                     |                     |                     |                     |                     |                  |                  |                  |                  | Ellie Southworth | Ellie Southworth | Ellie Southworth | Ellie Southworth | Ellie Southworth | Ellie Southworth |                |                | Jock Ewing      | Jock Ewing      | Jock Ewing      | Jock Ewing      | Jock Ewing      | Jock Ewing      |            |            | Margaret Hunter Krebbs | Margaret Hunter Krebbs | Margaret Hunter Krebbs | Margaret Hunter Krebbs | Margaret Hunter Krebbs | Margaret Hunter Krebbs |                               |                               |                               |                               |                               |                               |             |             |                            |                            |                            |                            |                            |                            |               |               |               |               |                 |                 |                 |                 |                 |                 |                |                |                |                |  |  |            |            |            |            |            |            |  |  |                 |                 |                 |                 |                 |                 |  |  |             |             |             |             |             |             |
|               |               |               |               |               |               |                   |                   |                   |                   |                   |                   |                 |                 |            |            |                     |                     |                     |                     |                     |                     |                  |                  |                  |                  |                  |                  |                  |                  |                  |                  |                |                |                 |                 |                 |                 |                 |                 |            |            |                        |                        |                        |                        |                        |                        |                               |                               |                               |                               |                               |                               |             |             |                            |                            |                            |                            |                            |                            |               |               |               |               |                 |                 |                 |                 |                 |                 |                |                |                |                |  |  |            |            |            |            |            |            |  |  |                 |                 |                 |                 |                 |                 |  |  |             |             |             |             |             |             |
|               |               |               |               |               |               |                   |                   |                   |                   |                   |                   |                 |                 |            |            |                     |                     |                     |                     |                     |                     |                  |                  |                  |                  |                  |                  |                  |                  |                  |                  |                |                |                 |                 |                 |                 |                 |                 |            |            |                        |                        |                        |                        |                        |                        |                               |                               |                               |                               |                               |                               |             |             |                            |                            |                            |                            |                            |                            |               |               |               |               |                 |                 |                 |                 |                 |                 |                |                |                |                |  |  |            |            |            |            |            |            |  |  |                 |                 |                 |                 |                 |                 |  |  |             |             |             |             |             |             |
| Cally Harper  | Cally Harper  | Cally Harper  | Cally Harper  | Cally Harper  | Cally Harper  | Sue Ellen Shepard | Sue Ellen Shepard | Sue Ellen Shepard | Sue Ellen Shepard | Sue Ellen Shepard | Sue Ellen Shepard |                 |                 | J.R. Ewing | J.R. Ewing | J.R. Ewing          | J.R. Ewing          | J.R. Ewing          | J.R. Ewing          |                     |                     | Vanessa Beaumont | Vanessa Beaumont | Vanessa Beaumont | Vanessa Beaumont | Vanessa Beaumont | Vanessa Beaumont |                  |                  | Donna McCullum   | Donna McCullum   | Donna McCullum | Donna McCullum | Donna McCullum  | Donna McCullum  |                 |                 | Ray Krebbs      | Ray Krebbs      | Ray Krebbs | Ray Krebbs | Ray Krebbs             | Ray Krebbs             |                        |                        | Jenna Wade             | Jenna Wade             | Jenna Wade                    | Jenna Wade                    | Jenna Wade                    | Jenna Wade                    |                               |                               | Bobby Ewing | Bobby Ewing | Bobby Ewing                | Bobby Ewing                | Bobby Ewing                | Bobby Ewing                |                            |                            | Pamela Barnes | Pamela Barnes | Pamela Barnes | Pamela Barnes | Pamela Barnes   | Pamela Barnes   |                 |                 | Kate Whittaker  | Kate Whittaker  | Kate Whittaker | Kate Whittaker | Kate Whittaker | Kate Whittaker |  |  | Gary Ewing | Gary Ewing | Gary Ewing | Gary Ewing | Gary Ewing | Gary Ewing |  |  | Valene Clements | Valene Clements | Valene Clements | Valene Clements | Valene Clements | Valene Clements |  |  |             |             |             |             |             |             |
| Cally Harper  | Cally Harper  | Cally Harper  | Cally Harper  | Cally Harper  | Cally Harper  | Sue Ellen Shepard | Sue Ellen Shepard | Sue Ellen Shepard | Sue Ellen Shepard | Sue Ellen Shepard | Sue Ellen Shepard |                 |                 | J.R. Ewing | J.R. Ewing | J.R. Ewing          | J.R. Ewing          | J.R. Ewing          | J.R. Ewing          |                     |                     | Vanessa Beaumont | Vanessa Beaumont | Vanessa Beaumont | Vanessa Beaumont | Vanessa Beaumont | Vanessa Beaumont |                  |                  | Donna McCullum   | Donna McCullum   | Donna McCullum | Donna McCullum | Donna McCullum  | Donna McCullum  |                 |                 | Ray Krebbs      | Ray Krebbs      | Ray Krebbs | Ray Krebbs | Ray Krebbs             | Ray Krebbs             |                        |                        | Jenna Wade             | Jenna Wade             | Jenna Wade                    | Jenna Wade                    | Jenna Wade                    | Jenna Wade                    |                               |                               | Bobby Ewing | Bobby Ewing | Bobby Ewing                | Bobby Ewing                | Bobby Ewing                | Bobby Ewing                |                            |                            | Pamela Barnes | Pamela Barnes | Pamela Barnes | Pamela Barnes | Pamela Barnes   | Pamela Barnes   |                 |                 | Kate Whittaker  | Kate Whittaker  | Kate Whittaker | Kate Whittaker | Kate Whittaker | Kate Whittaker |  |  | Gary Ewing | Gary Ewing | Gary Ewing | Gary Ewing | Gary Ewing | Gary Ewing |  |  | Valene Clements | Valene Clements | Valene Clements | Valene Clements | Valene Clements | Valene Clements |  |  |             |             |             |             |             |             |
|               |               |               |               |               |               |                   |                   |                   |                   |                   |                   |                 |                 |            |            |                     |                     |                     |                     |                     |                     |                  |                  |                  |                  |                  |                  |                  |                  |                  |                  |                |                |                 |                 |                 |                 |                 |                 |            |            |                        |                        |                        |                        |                        |                        |                               |                               |                               |                               |                               |                               |             |             |                            |                            |                            |                            |                            |                            |               |               |               |               |                 |                 |                 |                 |                 |                 |                |                |                |                |  |  |            |            |            |            |            |            |  |  |                 |                 |                 |                 |                 |                 |  |  |             |             |             |             |             |             |
|               |               |               |               |               |               |                   |                   |                   |                   |                   |                   |                 |                 |            |            |                     |                     |                     |                     |                     |                     |                  |                  |                  |                  |                  |                  |                  |                  |                  |                  |                |                |                 |                 |                 |                 |                 |                 |            |            |                        |                        |                        |                        |                        |                        |                               |                               |                               |                               |                               |                               |             |             |                            |                            |                            |                            |                            |                            |               |               |               |               |                 |                 |                 |                 |                 |                 |                |                |                |                |  |  |            |            |            |            |            |            |  |  |                 |                 |                 |                 |                 |                 |  |  |             |             |             |             |             |             |
| Justin Harper | Justin Harper | Justin Harper | Justin Harper | Justin Harper | Justin Harper |                   |                   | John Ross Ewing   | John Ross Ewing   | John Ross Ewing   | John Ross Ewing   | John Ross Ewing | John Ross Ewing |            |            | Debra Lynn Beaumont | Debra Lynn Beaumont | Debra Lynn Beaumont | Debra Lynn Beaumont | Debra Lynn Beaumont | Debra Lynn Beaumont |                  |                  | James Beaumont   | James Beaumont   | James Beaumont   | James Beaumont   | James Beaumont   | James Beaumont   |                  |                  |                |                | Margaret Krebbs | Margaret Krebbs | Margaret Krebbs | Margaret Krebbs | Margaret Krebbs | Margaret Krebbs |            |            |                        |                        |                        |                        |                        |                        | Lucas Krebbs (adopt. von Ray) | Lucas Krebbs (adopt. von Ray) | Lucas Krebbs (adopt. von Ray) | Lucas Krebbs (adopt. von Ray) | Lucas Krebbs (adopt. von Ray) | Lucas Krebbs (adopt. von Ray) |             |             | Christopher Ewing (adopt.) | Christopher Ewing (adopt.) | Christopher Ewing (adopt.) | Christopher Ewing (adopt.) | Christopher Ewing (adopt.) | Christopher Ewing (adopt.) |               |               |               |               | Molly Whittaker | Molly Whittaker | Molly Whittaker | Molly Whittaker | Molly Whittaker | Molly Whittaker |                |                |                |                |  |  | Lucy Ewing | Lucy Ewing | Lucy Ewing | Lucy Ewing | Lucy Ewing | Lucy Ewing |  |  | Bobby Ewing     | Bobby Ewing     | Bobby Ewing     | Bobby Ewing     | Bobby Ewing     | Bobby Ewing     |  |  | Betsy Ewing | Betsy Ewing | Betsy Ewing | Betsy Ewing | Betsy Ewing | Betsy Ewing |
| Justin Harper | Justin Harper | Justin Harper | Justin Harper | Justin Harper | Justin Harper |                   |                   | John Ross Ewing   | John Ross Ewing   | John Ross Ewing   | John Ross Ewing   | John Ross Ewing | John Ross Ewing |            |            | Debra Lynn Beaumont | Debra Lynn Beaumont | Debra Lynn Beaumont | Debra Lynn Beaumont | Debra Lynn Beaumont | Debra Lynn Beaumont |                  |                  | James Beaumont   | James Beaumont   | James Beaumont   | James Beaumont   | James Beaumont   | James Beaumont   |                  |                  |                |                | Margaret Krebbs | Margaret Krebbs | Margaret Krebbs | Margaret Krebbs | Margaret Krebbs | Margaret Krebbs |            |            |                        |                        |                        |                        |                        |                        | Lucas Krebbs (adopt. von Ray) | Lucas Krebbs (adopt. von Ray) | Lucas Krebbs (adopt. von Ray) | Lucas Krebbs (adopt. von Ray) | Lucas Krebbs (adopt. von Ray) | Lucas Krebbs (adopt. von Ray) |             |             | Christopher Ewing (adopt.) | Christopher Ewing (adopt.) | Christopher Ewing (adopt.) | Christopher Ewing (adopt.) | Christopher Ewing (adopt.) | Christopher Ewing (adopt.) |               |               |               |               | Molly Whittaker | Molly Whittaker | Molly Whittaker | Molly Whittaker | Molly Whittaker | Molly Whittaker |                |                |                |                |  |  | Lucy Ewing | Lucy Ewing | Lucy Ewing | Lucy Ewing | Lucy Ewing | Lucy Ewing |  |  | Bobby Ewing     | Bobby Ewing     | Bobby Ewing     | Bobby Ewing     | Bobby Ewing     | Bobby Ewing     |  |  | Betsy Ewing | Betsy Ewing | Betsy Ewing | Betsy Ewing | Betsy Ewing | Betsy Ewing |
|               |               |               |               |               |               |                   |                   |                   |                   |                   |                   |                 |                 |            |            |                     |                     |                     |                     |                     |                     |                  |                  |                  |                  |                  |                  |                  |                  |                  |                  |                |                |                 |                 |                 |                 |                 |                 |            |            |                        |                        |                        |                        |                        |                        |                               |                               |                               |                               |                               |                               |             |             |                            |                            |                            |                            |                            |                            |               |               |               |               |                 |                 |                 |                 |                 |                 |                |                |                |                |  |  |            |            |            |            |            |            |  |  |                 |                 |                 |                 |                 |                 |  |  |             |             |             |             |             |             |
|               |               |               |               |               |               |                   |                   |                   |                   |                   |                   |                 |                 |            |            |                     |                     |                     |                     | Jimmy Beaumont      |                     |                  |                  |                  |                  |                  |                  |                  |                  |                  |                  |                |                |                 |                 |                 |                 |                 |                 |            |            |                        |                        |                        |                        |                        |                        |                               |                               |                               |                               |                               |                               |             |             |                            |                            |                            |                            |                            |                            |               |               |               |               |                 |                 |                 |                 |                 |                 |                |                |                |                |  |  |            |            |            |            |            |            |  |  |                 |                 |                 |                 |                 |                 |  |  |             |             |             |             |             |             |

Obwohl Christopher Ewing lediglich Bobbys Adoptivsohn ist, ist er dennoch der leibliche Cousin von John Ross Ewing, da Christopher der leibliche Sohn von Sue Ellens Schwester Kristin ist.

### Barnes-Familie
|                       |                       |                       |                       |                       |                       |  |  |                                       |                                       |                                       |                                       |                                       |                                       | Henry Barnes |  |              |              |              |              |                       |                       |                       |                       |                       |                       |              |              |               |               |               |               |               |               |             |             |             |             |  |  |                                           |                                           |                                           |                                           |                                           |                                           |               |               |               |               |           |           |           |           |  |  |               |               |               |               |                               |                               |                               |                               |                               |                               |             |             |             |             |  |  |                     |                     |                     |                     |                     |                     |                   |                   |
|                       |                       |                       |                       |                       |                       |  |  |                                       |                                       |                                       |                                       |                                       |                                       |              |  |              |              |              |              |                       |                       |                       |                       |                       |                       |              |              |               |               |               |               |               |               |             |             |             |             |  |  |                                           |                                           |                                           |                                           |                                           |                                           |               |               |               |               |           |           |           |           |  |  |               |               |               |               |                               |                               |                               |                               |                               |                               |             |             |             |             |  |  |                     |                     |                     |                     |                     |                     |                   |                   |
|                       |                       |                       |                       |                       |                       |  |  |                                       |                                       |                                       |                                       |                                       |                                       |              |  |              |              |              |              |                       |                       |                       |                       |                       |                       |              |              |               |               |               |               |               |               |             |             |             |             |  |  |                                           |                                           |                                           |                                           |                                           |                                           |               |               |               |               |           |           |           |           |  |  |               |               |               |               |                               |                               |                               |                               |                               |                               |             |             |             |             |  |  |                     |                     |                     |                     |                     |                     |                   |                   |
| Maggie Barnes Monahan | Maggie Barnes Monahan | Maggie Barnes Monahan | Maggie Barnes Monahan | Maggie Barnes Monahan | Maggie Barnes Monahan |  |  |                                       |                                       |                                       |                                       |                                       |                                       |              |  |              |              |              |              |                       |                       |                       |                       |                       |                       |              |              | Digger Barnes | Digger Barnes | Digger Barnes | Digger Barnes | Digger Barnes | Digger Barnes |             |             |             |             |  |  |                                           |                                           |                                           |                                           | Rebecca Blake                             | Rebecca Blake                             | Rebecca Blake | Rebecca Blake | Rebecca Blake | Rebecca Blake |           |           |           |           |  |  |               |               |               |               | Hutch McKinney                | Hutch McKinney                | Hutch McKinney                | Hutch McKinney                | Hutch McKinney                | Hutch McKinney                |             |             |             |             |  |  |                     |                     | Herbert Wentworth   | Herbert Wentworth   | Herbert Wentworth   | Herbert Wentworth   | Herbert Wentworth | Herbert Wentworth |
| Maggie Barnes Monahan | Maggie Barnes Monahan | Maggie Barnes Monahan | Maggie Barnes Monahan | Maggie Barnes Monahan | Maggie Barnes Monahan |  |  |                                       |                                       |                                       |                                       |                                       |                                       |              |  |              |              |              |              |                       |                       |                       |                       |                       |                       |              |              | Digger Barnes | Digger Barnes | Digger Barnes | Digger Barnes | Digger Barnes | Digger Barnes |             |             |             |             |  |  |                                           |                                           |                                           |                                           | Rebecca Blake                             | Rebecca Blake                             | Rebecca Blake | Rebecca Blake | Rebecca Blake | Rebecca Blake |           |           |           |           |  |  |               |               |               |               | Hutch McKinney                | Hutch McKinney                | Hutch McKinney                | Hutch McKinney                | Hutch McKinney                | Hutch McKinney                |             |             |             |             |  |  |                     |                     | Herbert Wentworth   | Herbert Wentworth   | Herbert Wentworth   | Herbert Wentworth   | Herbert Wentworth | Herbert Wentworth |
|                       |                       |                       |                       |                       |                       |  |  |                                       |                                       |                                       |                                       |                                       |                                       |              |  |              |              |              |              |                       |                       |                       |                       |                       |                       |              |              |               |               |               |               |               |               |             |             |             |             |  |  |                                           |                                           |                                           |                                           |                                           |                                           |               |               |               |               |           |           |           |           |  |  |               |               |               |               |                               |                               |                               |                               |                               |                               |             |             |             |             |  |  |                     |                     |                     |                     |                     |                     |                   |                   |
|                       |                       |                       |                       |                       |                       |  |  |                                       |                                       |                                       |                                       |                                       |                                       |              |  |              |              |              |              |                       |                       |                       |                       |                       |                       |              |              |               |               |               |               |               |               |             |             |             |             |  |  |                                           |                                           |                                           |                                           |                                           |                                           |               |               |               |               |           |           |           |           |  |  |               |               |               |               |                               |                               |                               |                               |                               |                               |             |             |             |             |  |  |                     |                     |                     |                     |                     |                     |                   |                   |
| Jimmy Monahan         | Jimmy Monahan         | Jimmy Monahan         | Jimmy Monahan         | Jimmy Monahan         | Jimmy Monahan         |  |  | Tyler Barnes (als Säugling gestorben) | Tyler Barnes (als Säugling gestorben) | Tyler Barnes (als Säugling gestorben) | Tyler Barnes (als Säugling gestorben) | Tyler Barnes (als Säugling gestorben) | Tyler Barnes (als Säugling gestorben) |              |  | Afton Cooper | Afton Cooper | Afton Cooper | Afton Cooper | Afton Cooper          | Afton Cooper          |                       |                       | Cliff Barnes          | Cliff Barnes          | Cliff Barnes | Cliff Barnes | Cliff Barnes  | Cliff Barnes  |               |               | Jamie Ewing   | Jamie Ewing   | Jamie Ewing | Jamie Ewing | Jamie Ewing | Jamie Ewing |  |  | Catherine Barnes (als Säugling gestorben) | Catherine Barnes (als Säugling gestorben) | Catherine Barnes (als Säugling gestorben) | Catherine Barnes (als Säugling gestorben) | Catherine Barnes (als Säugling gestorben) | Catherine Barnes (als Säugling gestorben) |               |               | Ed Haynes     | Ed Haynes     | Ed Haynes | Ed Haynes | Ed Haynes | Ed Haynes |  |  | Pamela Barnes | Pamela Barnes | Pamela Barnes | Pamela Barnes | Pamela Barnes                 | Pamela Barnes                 |                               |                               | Bobby Ewing                   | Bobby Ewing                   | Bobby Ewing | Bobby Ewing | Bobby Ewing | Bobby Ewing |  |  | Katherine Wentworth | Katherine Wentworth | Katherine Wentworth | Katherine Wentworth | Katherine Wentworth | Katherine Wentworth |                   |                   |
| Jimmy Monahan         | Jimmy Monahan         | Jimmy Monahan         | Jimmy Monahan         | Jimmy Monahan         | Jimmy Monahan         |  |  | Tyler Barnes (als Säugling gestorben) | Tyler Barnes (als Säugling gestorben) | Tyler Barnes (als Säugling gestorben) | Tyler Barnes (als Säugling gestorben) | Tyler Barnes (als Säugling gestorben) | Tyler Barnes (als Säugling gestorben) |              |  | Afton Cooper | Afton Cooper | Afton Cooper | Afton Cooper | Afton Cooper          | Afton Cooper          |                       |                       | Cliff Barnes          | Cliff Barnes          | Cliff Barnes | Cliff Barnes | Cliff Barnes  | Cliff Barnes  |               |               | Jamie Ewing   | Jamie Ewing   | Jamie Ewing | Jamie Ewing | Jamie Ewing | Jamie Ewing |  |  | Catherine Barnes (als Säugling gestorben) | Catherine Barnes (als Säugling gestorben) | Catherine Barnes (als Säugling gestorben) | Catherine Barnes (als Säugling gestorben) | Catherine Barnes (als Säugling gestorben) | Catherine Barnes (als Säugling gestorben) |               |               | Ed Haynes     | Ed Haynes     | Ed Haynes | Ed Haynes | Ed Haynes | Ed Haynes |  |  | Pamela Barnes | Pamela Barnes | Pamela Barnes | Pamela Barnes | Pamela Barnes                 | Pamela Barnes                 |                               |                               | Bobby Ewing                   | Bobby Ewing                   | Bobby Ewing | Bobby Ewing | Bobby Ewing | Bobby Ewing |  |  | Katherine Wentworth | Katherine Wentworth | Katherine Wentworth | Katherine Wentworth | Katherine Wentworth | Katherine Wentworth |                   |                   |
|                       |                       |                       |                       |                       |                       |  |  |                                       |                                       |                                       |                                       |                                       |                                       |              |  |              |              |              |              |                       |                       |                       |                       |                       |                       |              |              |               |               |               |               |               |               |             |             |             |             |  |  |                                           |                                           |                                           |                                           |                                           |                                           |               |               |               |               |           |           |           |           |  |  |               |               |               |               |                               |                               |                               |                               |                               |                               |             |             |             |             |  |  |                     |                     |                     |                     |                     |                     |                   |                   |
|                       |                       |                       |                       |                       |                       |  |  |                                       |                                       |                                       |                                       |                                       |                                       |              |  |              |              |              |              | Pamela Rebecca Barnes | Pamela Rebecca Barnes | Pamela Rebecca Barnes | Pamela Rebecca Barnes | Pamela Rebecca Barnes | Pamela Rebecca Barnes |              |              |               |               |               |               |               |               |             |             |             |             |  |  |                                           |                                           |                                           |                                           |                                           |                                           |               |               |               |               |           |           |           |           |  |  |               |               |               |               | Christopher Ewing (adoptiert) | Christopher Ewing (adoptiert) | Christopher Ewing (adoptiert) | Christopher Ewing (adoptiert) | Christopher Ewing (adoptiert) | Christopher Ewing (adoptiert) |             |             |             |             |  |  |                     |                     |                     |                     |                     |                     |                   |                   |
|                       |                       |                       |                       |                       |                       |  |  |                                       |                                       |                                       |                                       |                                       |                                       |              |  |              |              |              |              | Pamela Rebecca Barnes | Pamela Rebecca Barnes | Pamela Rebecca Barnes | Pamela Rebecca Barnes | Pamela Rebecca Barnes | Pamela Rebecca Barnes |              |              |               |               |               |               |               |               |             |             |             |             |  |  |                                           |                                           |                                           |                                           |                                           |                                           |               |               |               |               |           |           |           |           |  |  |               |               |               |               | Christopher Ewing (adoptiert) | Christopher Ewing (adoptiert) | Christopher Ewing (adoptiert) | Christopher Ewing (adoptiert) | Christopher Ewing (adoptiert) | Christopher Ewing (adoptiert) |             |             |             |             |  |  |                     |                     |                     |                     |                     |                     |                   |                   |

## Besetzung
Die deutsche Synchronisation entsteht unter Dialogregie von Joachim Tennstedt im Auftrag der Film- & Fernseh-Synchron in Berlin.

### Hauptbesetzung
| Schauspieler       | Rolle               | Hauptrolle (Staffel) | Hauptrolle (Episode) | Nebenrolle (Staffel) | Nebenrolle (Episode) | Synchronsprecher                                   |
| ------------------ | ------------------- | -------------------- | -------------------- | -------------------- | -------------------- | -------------------------------------------------- |
| Jesse Metcalfe     | Christopher Ewing   | 1–3                  | 1–40                 |                      |                      | Nicola Devico Mamone                               |
| Josh Henderson     | John Ross Ewing     | 1–3                  | 1–40                 |                      |                      | Robin Kahnmeyer                                    |
| Jordana Brewster   | Elena Ramos         | 1–3                  | 1–40                 |                      |                      | Luise Helm (Staffel 1–2) Manja Doering (Staffel 3) |
| Julie Gonzalo      | Pamela Barnes Ewing | 1–3                  | 1–40                 |                      |                      | Marie Bierstedt                                    |
| Brenda Strong      | Ann Ewing           | 1–3                  | 1–40                 |                      |                      | Andrea Kathrin Loewig                              |
| Patrick Duffy      | Bobby Ewing         | 1–3                  | 1–40                 |                      |                      | Hans-Jürgen Dittberner                             |
| Linda Gray         | Sue Ellen Ewing     | 1–3                  | 1–40                 |                      |                      | Rita Engelmann                                     |
| Larry Hagman       | J.R. Ewing          | 1–2                  | 1–17                 |                      |                      | Wolfgang Pampel                                    |
| Mitch Pileggi      | Harris Ryland       | 2–3                  | 11–40                | 1                    | 5–10                 | Roland Hemmo                                       |
| Emma Bell          | Emma Ryland         | 2–3                  | 11–40                |                      |                      | Maria Koschny                                      |
| Kuno Becker        | Drew Ramos          | 2                    | 13–24                | 3                    | 29–35                | Gerrit Schmidt-Foß                                 |
| Juan Pablo Di Pace | Nicolas Treviño     | 3                    | 26–40                |                      |                      | Marcel Collé                                       |

### Nebenbesetzung
| Schauspieler      | Rolle               | Nebenrolle (Staffel) | Nebenrolle (Episode) | Synchronsprecher                                      |
| ----------------- | ------------------- | -------------------- | -------------------- | ----------------------------------------------------- |
| Marlene Forte     | Carmen Ramos        | 1–3                  | 1–37                 | Iris Artajo                                           |
| Ken Kercheval     | Cliff Barnes        | 1–3                  | 3–37                 | Victor Deiß                                           |
| Kevin Page        | Bum                 | 1–3                  | 4–40                 | Marco Kröger                                          |
| Carlos Bernard    | Vicente Cano        | 1–2                  | 3–16                 | Robin Brosch                                          |
| Faran Tahir       | Frank Ashkani       | 1–2                  | 3–14                 | Tayfun Bademsoy                                       |
| Glenn Morshower   | Lou Rosen           | 1–2                  | 5–16                 | Kaspar Eichel                                         |
| Alex McKenna      | Becky Sutter        | 1–2                  | 10–13                | Esra Vural                                            |
| Callard Harris    | Tommy Sutter        | 1                    | 1–10                 | Tim Knauer                                            |
| Leonor Varela     | Veronica Martinez   | 1                    | 1–7                  | Sonja Spuhl                                           |
| Richard Dillard   | Mitch Lobell        | 1                    | 1–4                  | Lutz Riedel                                           |
| Judith Light      | Judith Brown Ryland | 2–3                  | 12–40                | Angelika Bender                                       |
| Steven Weber      | Sam McConaughey     | 2–3                  | 21–30                | Marcus Off                                            |
| Donny Boaz        | Bo McCabe           | 2–3                  | 22–35                | Dennis Schmidt-Foß                                    |
| Alex Fernandez    | Roy Vickers         | 2                    | 14–25                | Matthias Klages (Folge 14) Lutz Schnell (ab Folge 19) |
| Lee Majors        | Ken Richards        | 2                    | 20–24                | Uwe Karpa                                             |
| AnnaLynne McCord  | Heather             | 3                    | 26–35                | Shandra Schadt                                        |
| Antonio Jaramillo | Luis                | 3                    | 27–40                | Frank Schaff                                          |
| Jude Demorest     | Candace Shaw        | 3                    | 27–33                | Maria Hönig                                           |
| Angelica Celaya   | Lucia Treviño       | 3                    | 28–38                | Dascha Lehmann                                        |
| Fran Kranz        | Hunter McKay        | 3                    | 31–37                | Sebastian Schulz                                      |

### Gaststars
- Charlene Tilton als Lucy Ewing (Episode 1.01, 1.04, 1.07, 2.08–2.09, 3.04)
- Steve Kanaly als Ray Krebbs (Episode 1.01, 1.04, 2.08, 3.04)
- Ted Shackelford als Gary Ewing (Episode 2.07–2.09)
- Cathy Podewell als Cally Harper (Episode 2.08)
- Deborah Shelton als Mandy Winger (Episode 2.08)
- Joan Van Ark als Valene Ewing (Episode 2.09)
- Audrey Landers als Afton Cooper (Episode 2.10, 3.04)
- Melinda Clarke als Tracey McKay (Episode 3.12, 3.15)

## Produktion
Bereits 2010 gab TNT bekannt, dass an einem Ableger der Serie gearbeitet wird. Die Pilotfolge wurde schließlich 2011 gedreht, bevor Dallas am 8. Juli 2011 eine Serienbestellung von vorerst zehn Episoden von TNT bekam. Die Dreharbeiten zur eigentlichen Serie begannen am 17. Oktober 2011 und wurden von der Krebserkrankung von Larry Hagman überschattet. Im Januar 2012 wurden die Dreharbeiten beendet.
Der erste offizielle Trailer folgte am 11. Juli 2011 nach einer Episode von Rizzoli & Isles. Auf Twitter erschienen Infos zu den Episoden als JR's timeline.
Nach nur vier ausgestrahlten Episoden bestellte der Sender TNT am 29. Juni 2012 eine zweite Staffel. Im Verlauf der Dreharbeiten zu dieser Staffel starb Hagman an seiner Krebserkrankung. Auch wenn die Quoten im Laufe der zweiten Staffel gegenüber der ersten Staffel gesunken waren, gab TNT Ende April 2013 die Produktion einer dritten Staffel mit 15 Episoden bekannt.
Nach dem Ende der dritten Staffel gab TNT im Oktober 2014 bekannt, die Serie nicht für eine vierte Staffel zu verlängern und somit einzustellen.

### Casting
Im Februar 2011 bekam Josh Henderson die Hauptrolle des John Ross Ewing. Kurz darauf wurden auch Jesse Metcalfe, Jordana Brewster, Brenda Strong und Julie Gonzalo für Hauptrollen verpflichtet. Auch Larry Hagman, Linda Gray und Patrick Duffy hatten Interesse an der Fortsetzung gezeigt und bekamen ihre alten Rollen zurück. Ende Oktober 2011 wurde Mitch Pileggi für einen Handlungsbogen als Harris Ryland verpflichtet. Am 9. November 2011 wurde Carlos Bernard für die wiederkehrende Rolle eines venezolanischen Geschäftsmannes gecastet.
Im September 2012 wurde Mitch Pileggi vom Nebendarsteller zum Hauptdarsteller befördert. Einige Tage später erhielt Emma Bell eine Hauptrolle in der zweiten Staffel der Serie. Kurze Zeit später wurde Kuno Becker für die Rolle des Drew Ramos, dem Bruder von Elena Ramos, verpflichtet. Im Oktober 2013 wurden die Verpflichtung von AnnaLynne McCord und Juan Pablo Di Pace bekannt. McCord wurde in der dritten Staffel für die Nebenrolle der Heather verpflichtet, während Di Pace die Hauptrolle des Milliardärs Nicolas Treviño übernimmt.

## Ausstrahlung

### Vereinigte Staaten
Die erste Staffel der Serie wurde zwischen dem 13. Juni und 8. August 2012 auf dem Sender TNT ausgestrahlt. Die Ausstrahlung der ersten Staffel verfolgten im Schnitt 4,5 Millionen Zuschauer. Die Ausstrahlung der zweiten Staffel erfolgte vom 28. Januar bis zum 15. April 2013. Die ersten acht Folgen der dritten Staffel waren vom 24. Februar bis zum 14. April 2014 auf TNT zu sehen. Die restlichen Episoden zeigte TNT vom 18. August bis zum 22. September 2014.

### Österreich
Der ORF gab im Juni 2012 bekannt, die Serie 2013 zeigen zu wollen und sendete die erste Staffel vom 27. Januar bis zum 24. März 2013 auf dem Free-TV-Sender ORF eins. Der Free-TV-Sender ORF eins sendete die ersten sechs Folgen der zweiten Staffel vom 7. April bis zum 12. Mai 2013. Nach Folge 6 stellte der Sender die Serie aus unbekannten Gründen ein.

### Deutschland
Wie am 15. Mai 2012 bekannt wurde, hat sich die RTL Group die Rechte an der Serie gesichert. Der Free-TV-Sender RTL zeigte die erste Staffel vom 29. Januar bis zum 26. März 2013. Zwar war von RTL ursprünglich geplant, die zweite Staffel direkt im Anschluss an die erste ab dem 2. April 2013 auszustrahlen, jedoch wurde am 13. März 2013 bekannt, dass man die zweite Staffel bei Super RTL zeigen wird. Grund dafür waren anhaltend schlechte Quoten unter dem Senderschnitt. Die zweite Staffel strahlte der Free-TV-Sender Super RTL vom 8. April bis zum 22. Juli 2013 aus. Die dritte Staffel war vom 1. März bis zum 7. Juni 2017 auf dem Free-TV-Sender Super RTL zu sehen.

## DVD-Veröffentlichung
Vereinigte Staaten
- Staffel 1 erschien am 8. Januar 2013
- Staffel 2 erschien am 11. Februar 2014
- Staffel 3 erschien am 13. Januar 2015

Vereinigtes Königreich
- Staffel 1 erschien am 12. November 2012
- Staffel 2 erschien am 7. Oktober 2013

Deutschland
- Staffel 1 erschien am 19. April 2013
- Staffel 2 erschien am 22. Mai 2014
- Staffel 3 erschien am 17. September 2015